# Мойсес Ліберато Назрала Сара
Мойсес Ліберато Назрала́ Са́ра (ісп. Moisés Liberato Nazrala Sara; нар. 18 січня 1931, Кокімбіто) — аргентинський науковець в галузі виноградарства і виноробства.

## Біографія
Народився 18 січня 1931 в місті Кокімбіто (провінція Мендоса, Аргентина).
Працював старшим науковим співробітником, заступником директора дослідної сільськогосподарської підстанції Хунін Національного інституту сільськогосподарської технології у місті Мендосі. 

## Наукова діяльність
Дослідження вченого стосуються галузі виробництва і зберігання столового винограду і родзинок, екології та агротехніки винограду, створення нових марок вин.